# Héctor Droguett
Héctor Hernán Droguett Silva (ur. 7 stycznia 1925 w Melipilli, zm. 23 lutego 2004 w Independencii) – chilijski kolarz.  Reprezentant Chile na Letnich Igrzyskach Olimpijskich 1952 w Helsinkach. Na igrzyskach uczestniczył w wyścigu indywidualnym ze startu  wspólnego, którego nie ukończył.